# Lars H. U. G.

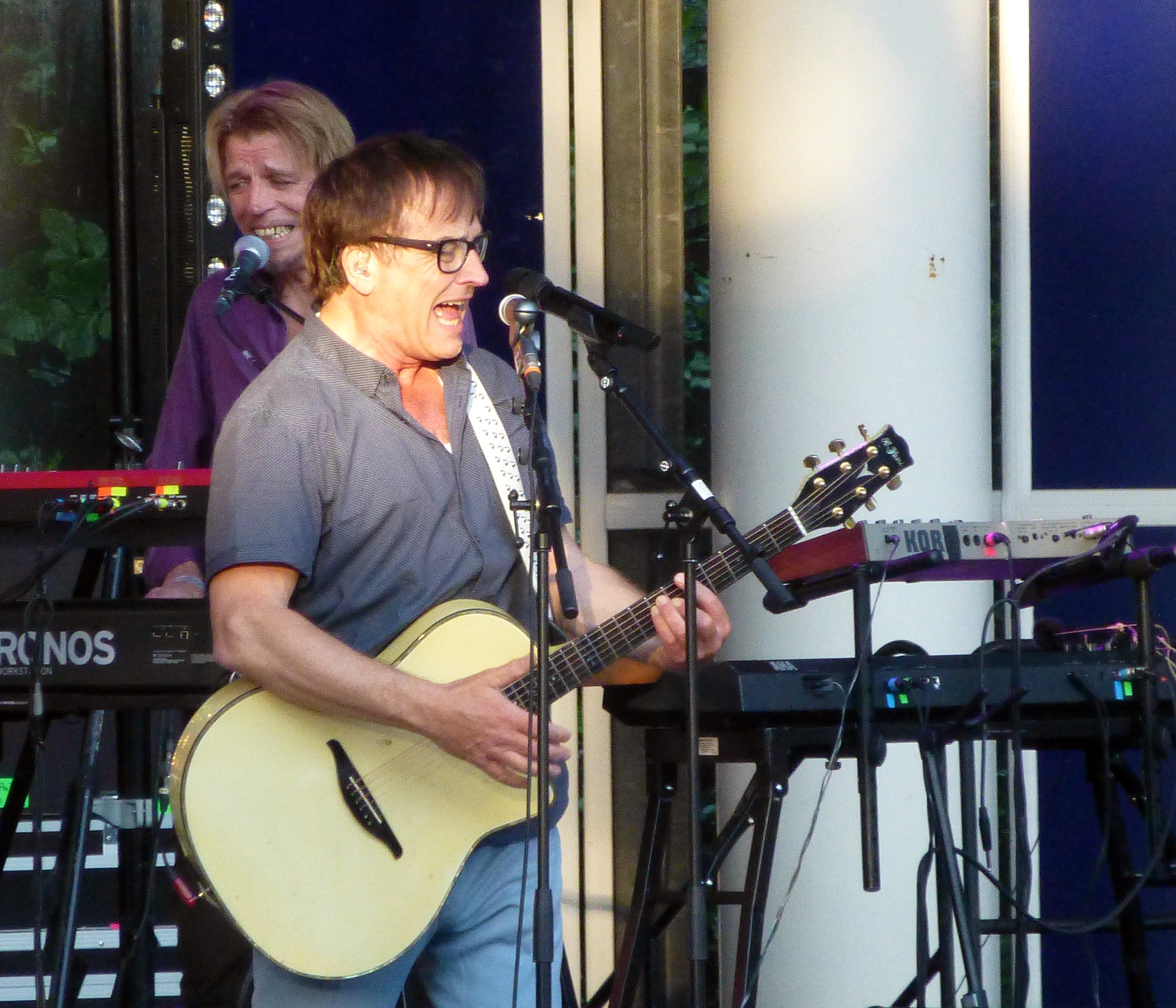
Lars H.U.G. (2016)

Lars Hugh Uno Grammy (geb. 11. September 1953 in Sorgenfri, Dänemark als Lars Haagensen) ist ein dänischer Musiker.

## Leben
Bis in die Mitte der 1980er Jahre benutzte er den Namen Lars Hug, wobei Hug sein Spitzname war. 1987 wurde er von dem Besitzer des Namens verklagt und änderte seinen Künstlernamen deshalb in Lars Hugh Uno Grammy alias Lars H.U.G.
Lars H.U.G. begann seine Karriere in der dänischen Gruppe Kliché, die 1977 in Aarhus gegründet wurde und mit der er zwei Alben veröffentlichte. Während einer Pause von der Band veröffentlichte er das Album City Slang mit Musik für Søren Ulrik Thomsens Gedichtsammlung City Slang. Die Auflösung der Band Kliché im Jahr 1985 markiert den Anfang seiner Solokarriere.
Seine Karriere in Dänemark ist von Erfolg geprägt, so benutzte z. B. im Jahr 2004 der Kronprinz Frederik von Dänemark ein Zitat Lars H.U.G.s in seiner Hochzeitsrede.
Neben seiner Musikerkarriere ist Lars H.U.G. auch noch als Maler aktiv.
Am 10. Oktober 2016 gab Lars H.U.G. bekannt, nach knapp 36 Jahren als Musiker seine Karriere zu beenden und von nun an auch wieder seinen Geburtsnamen Lars Haagensen zu benutzen.

## Diskografie

### Studioalben
- 1984: City Slang (mit Søren Ulrik Thomsen) (Medley)[5]
- 1987: Kysser himlen farvel (Medley, DK: Platin)[6]
- 1989: Kopy (Medley)
- 1992: Blidt over dig (Medley)
- 1996: Kiss & Hug from a Happy Boy (feat. Once Around The Park) (Medley)
- 2003: Save me from this Rock ’n’ Roll (Medley)
- 2014: 10 sekunders stilhed (Genlyd, DK: Gold)

### EPs
- 2015: Replugged Live (Genlyd)

### Kompilationen
- 1993: G.R.E.A.T.E.S.T. (Medley)
- 2004: Greatest H.U.G. (EMI, DK: ×3Dreifachplatin )
- 2012: De første fra Lars H.U.G. (EMI)[7]

### Singles (mit Auszeichnungen)
- 1992: Natsværmer (DK: Gold)
- 2014: Elsker dig for evigt (DK: Gold)